# Stigmatula erysiphoides
Stigmatula erysiphoides är en svampart som beskrevs av Sacc. & P. Syd. 1901. Stigmatula erysiphoides ingår i släktet Stigmatula och familjen Phyllachoraceae.   Inga underarter finns listade i Catalogue of Life.